# Convento de las Carmelitas de San José
El convento de las Carmelitas de San José o Carmelitas de Abajo es un convento carmelita situado en la ciudad española de Guadalajara, muy cerca de la concatedral de Santa María.

## Historia
La iglesia fue adherida a dos fincas para construir un convento bajo financiación de Ana de Mendoza y Enríquez de Cabrera, sexta duquesa del Infantado. La instalación de la primera comunidad de monjas data de 1625.

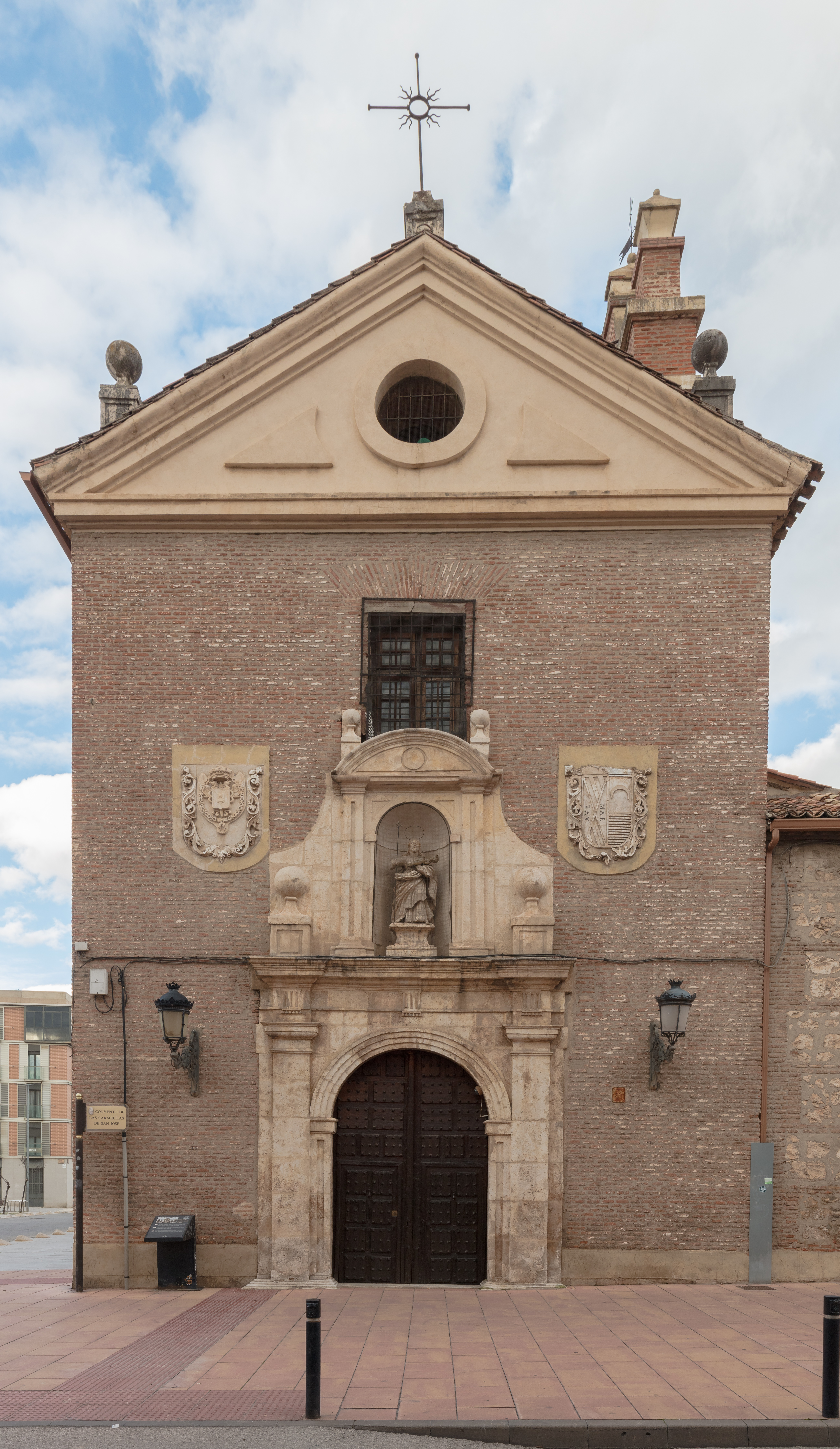
Entrada.

## Descripción
El convento de las Carmelitas de abajo se encuentra orientado a poniente y es una construcción típica del siglo XVIII con una modesta y larga fachada de ladrillo sobre un zócalo de piedra. Hacia la mitad de la fachada está la puerta conventual, de piedra caliza blanca, con pilastras lisas, decoración de sillares y frontón ligeramente curvilíneo partido por el escudo de la orden carmelita.
En el extremo izquierdo está la iglesia, de sobria fachada, cuya portada, fabricada en ladrillo, consiste en un arco semicircular flanquado por pilastras toscanas, rematado por un friso con hornacina escoltada de dos escudos nobiliarios y muestra elementos sencillos del barroco de sillería de caliza blanca. Encima hay un gran ventanal con reja que ilumina al coro, y aún más arriba, un frontón triangular con ojo de buey. Encima del muro derecho de la iglesia, en el lateral, se levanta una espadaña, con dos huegos y triple remate piramidal compuesto, más alto el central.

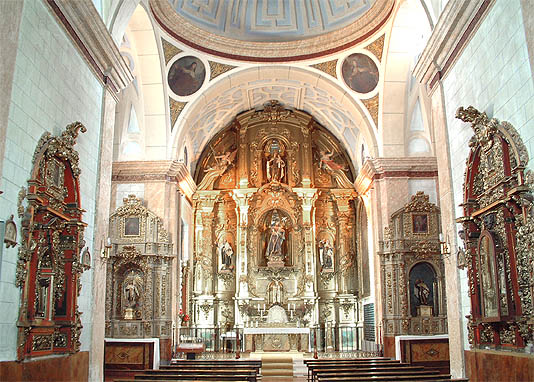
Retablo de la iglesia

El interior de la iglesia tiene planta de cruz latina en una sola nave, de cañón con lunetos sobre el que se alza el coro. Una 
capilla sin lices abierta sobre el crucero con clave pinjante, y en sus pechinas, cuatro medallones representando a 
santos de la orden carmelita. El retablo del barroco ocupa todo el trestero del presbiterio hasta 
el techo.
El interior del convento carece de interés arquitectónico. El convento es resultado de unir dos fincas no destinadas originalmente para las funciones conventuales.